# 10.000 Anos Depois entre Vénus e Marte
10.000 anos depois entre Vénus e Marte é um álbum de rock progressivo de José Cid, uma ópera rock e também um dos poucos álbuns de rock espacial em Portugal, coeditada pela Orfeu e Arnaldo Trindade em 1978. É uma viagem de rock sinfónico cósmica dominada por Mellotron, sintetizadores de cordas e outros, com suporte de guitarras, baixo e bateria.

## Descrição
Reconhecida como uma obra "excelente para qualquer coleção de música progressiva" em progarchives.com, um sítio dedicado a sons progressivos, onde ocupa o quarto lugar nos álbuns progressivos de 1978, o álbum é também uma presença constante na mesma plataforma, considerado um "disco essencial e uma obra prima do rock progressivo".
Com base em ficção científica, o conceito é que 10.000 anos depois da autodestruição da humanidade, um homem e uma mulher viajam de regresso para a Terra para a repovoar novamente. O tom das músicas é de contemplação sobre os erros do passado da humanidade e de esperanças futuras. A maioria das canções é influenciada por bandas como Moody Blues ou Pink Floyd. O álbum foi composto por Cid, com ajuda em algumas músicas pelo guitarrista Mike Sergeant e pelo baterista Ramon Galarza.
| Críticas profissionais                                                      | Críticas profissionais |
| Avaliações da crítica                                                       | Avaliações da crítica  |
| Fonte                                                                       | Avaliação              |
| --------------------------------------------------------------------------- | ---------------------- |
| Progarchives                                                                | [ 4 ]                  |
| Hippy                                                                       | [ 5 ]                  |
| Esta tabela precisa de ser acompanhada por texto em prosa. Consulte o guia. |                        |

## Faixas
| N.º | Título                                                     | Duração |  |
| 1.  | "O Último Dia na Terra" (José Cid)                         | 4:21    |  |
| 2.  | "O Caos" (Manuel Lamas/Mike Sergeant)                      | 6:00    |  |
| 3.  | "Fuga para o Espaço" (José Cid)                            | 8:10    |  |
| 4.  | "Mellotron, o Planeta Fantástico" (José Cid)               | 6:43    |  |
| 5.  | "10000 Anos Depois Entre Vénus e Marte" (José Cid/Zé Nabo) | 6:05    |  |
| 6.  | "A Partir do Zero" (Ramon Galarza/José Cid)                | 4:43    |  |
| 7.  | "Memos" (José Cid)                                         | 2:07    |  |

## Alinhamento
- José Cid: piano, sintetizadores, string ensemble, Mellotron, voz;
- Ramon Galarza: bateria, percussão;
- Zé Nabo: baixo, guitarra eléctrica, guitarra de 12 cordas, guitarra acústica;
- Mike Sergeant: guitarra eléctricas, guitarra de 12 cordas (faixa 2).